# 水上巡捕房
36°04′53.7″N 120°18′58″E / 36.081583°N 120.31611°E
水上巡捕房位于中国山东省青岛市市北区新疆路5号，建于1906-1907年间，最初为青岛德占时期水上警察驻地，2010年因建设高架桥而拆除。

## 历史
根据1898年清政府与德国签订的《胶澳租借条约》及其附加合同，包括胶州湾在内的576.5平方公里的海域也被纳入德属胶澳租借地的范围。1901-1902年间，为打击长期存在的海盗活动、保护青岛港周边中国船只，胶澳总督府成立水上巡捕局（Wasserpolizei），隶属于青岛巡捕局（胶澳警察公署），有一名通晓汉语的德国警官主管，下辖若干中国警员，巡捕局最初设于海滩营房（原清军骧武前营）。
据1906-1907年度《胶澳租借地发展备忘录》记载，总督府于该年度在大港附近的高地上建设了水上巡捕房新楼。该楼位于莱希特恩街（Rechternstraße，今新疆路、冠县路）与佛朗求斯街（Franziusstraße，今莱州路）之间，可将整个港区囊括于视野中。1909年，水上巡捕局的职能扩展为“港口和船厂区的警察勤务，并为沿海水域和海岛治安提供保护”，配有一艘巡逻艇，有效打击了青岛乃至山东沿海的海盗活动。
1914年日本占领青岛后，设水上宪兵分队，与港务所同设于今商河路包头路路口北侧的原港建局（Hafenbauamt）办公楼。水上巡捕房改为何用途不详。1922年北洋政府收回青岛主权后，设立水上警察署，与胶澳商埠港政局合署。1926年3月，水上警察署改称海西区警察署。南京国民政府统治时期，青岛市公安局第三分局（1930年代）、青岛市警察局海西区警察分局（1940年代）曾设于新疆路5号。
1949年后，该楼曾长期为青岛边防检查站办公楼，文革之后迁至他处。20世纪末曾为“三检”联合办公室。2010年，该楼因建设新疆路高架快速路而拆除。

## 建筑特色
水上巡捕房楼高二层，设阁楼，红色牛舌瓦四坡屋顶，外形简介别致，与青岛早期德国建筑相比颇为朴素，仅在北立面山墙处有花岗岩装饰，其建筑形式更类似于普通独栋住宅。